# Concord's Colonial Inn
Concord's Colonial Inn (también conocido como Colonial Inn) es una posada histórica en Concord, Massachusetts, Estados Unidos. Su estructura original, que todavía está en uso, fue construida en 1716. Se convirtió en hotel en 1889.
Está incluida en el Registro Nacional de Lugares Históricos como parte del Distrito Histórico de Concord Monument Square–Lexington Road. La posada da a la plaza en su lado norte y es una de las propiedades más antiguas que figuran en el Registro.
Recibió su nombre actual en 1900 después de ser conocida como The Colonial House (o The Colonial) durante tres años, y es miembro de Historic Hotels of America desde 2005.
Era anteriormente tres construcciones separadas, combinadas en una en 1897. La sección central, la posada principal de hoy, se utilizó como almacén de municiones durante la Guerra Revolucionaria. Específicamente, dentro del edificio, la sala Village Forge Tavern se usó como almacén de suministros durante la guerra.
Tiene una conexión con Henry David Thoreau, cuyo abuelo construyó su sección este. Fue heredado por el padre de Henry en 1801. Más tarde, Thoreau se quedó en la posada durante dos años mientras estudiaba en la Universidad de Harvard.

## Propiedades originales
Tres de las casas históricas de Concord, anteriormente distintas entre sí, se unieron para formar la estructura actual en 1897.
De norte a sur:

### Casa Thoreau
La sección más a la derecha fue construida en 1716 por el coronel James Minot, abuelo del ebanista Ammi White, que vivía allí. (White estuvo involucrado en una controversia en 1775, cuando atacó a un soldado británico herido en el Old North Bridge con un hacha, aplastándole el cráneo. Más tarde, los soldados británicos que pasaban informaron que le habían cortado el cuero cabelludo y le habían cortado las orejas.) Los White vendieron la casa en 1799 a John Thoreau (1754–1801), abuelo materno de Henry David Thoreau. John Thoreau murió en 1801, a la edad de 46 o 47 años, pero la propiedad siguió siendo el hogar de su hijo, John Thoreau (1787–1859), y su esposa, Cynthia Dunbar (1787–1872), los padres de Henry. Se hizo conocida como la Casa Thoreau en 1889, cuando John Maynard Keyes (nacido en 1862) compró este edificio y el del medio en una subasta y los utilizó como pensión y pequeño hotel.

### Edificio principal
En 1775, durante la Guerra Revolucionaria, la sección central de la estructura almacenó armas y provisiones para los Concord Minutemen.

### La casa Blanca
La sección de la izquierda era la casa del diácono John White y su esposa Esther Kettell. White detendría a aquellas personas que viajaran en el camino adyacente de Lowell en sábado.
John Keyes compró este edificio en 1897 y lo combinó con los otros dos, reabriendo como The Colonial.

## Historia

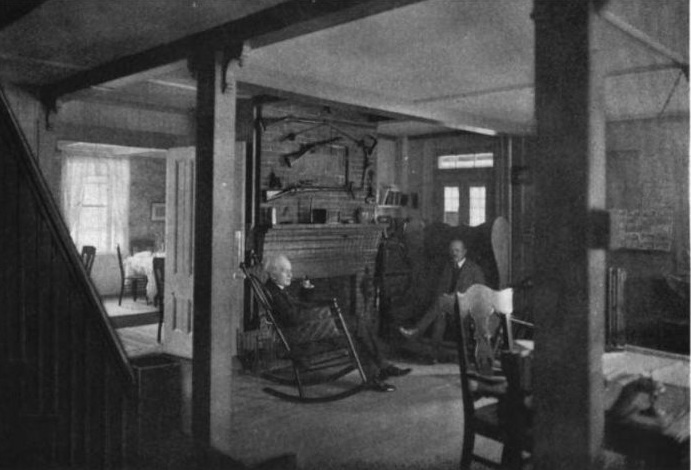
Vecinos calentándose junto al fuego, alrededor de 1920

Muchos habitantes de Concord hicieron de la posada su hogar de invierno en la primera mitad del siglo XX. Por esa época, el propietario era William R. Rand.
En 1960, la posada experimentó una gran expansión con la adición del ala Prescott (llamada así por la figura revolucionaria William Prescott), que duplicó el número de habitaciones a 32. En 1970 se añadió un comedor, Merchants Row, cuyo nombre hace referencia a John Thoreau, que era comerciante en Boston. La posada tiene un segundo restaurante, The Liberty, que también incluye Forge Tavern.
En 1966, un visitante que se alojaba en la habitación 24 afirmó haber visto una aparición junto a su cama.
El hotelero alemán Jurgen Demisch compró el hotel en 1988. Lo tuvo durante 27 años, vendiéndolo a Michael y Dorothy Harrington en 2015, un año antes del 300 aniversario del edificio original.

## Visitantes notables
En 1775, se cree que el espía británico "John How" se alojó en la posada. Bajo la orden del general Thomas Gage, se le asignó la tarea de examinar los "caminos, puentes y vados" para determinar la mejor ruta que un ejército debía tomar entre Boston y Worcester "para destruir las provisiones militares depositadas allí". Regresó a través de Concord, donde afirma que le presentaron al mayor John Buttrick y otros y lo invitaron a cenar con ellos en la taberna. Afirma en su diario, publicado en 1827:

Ahora me invitaron a cenar en la taberna con varios caballeros. La conversación en la cena fue sobre el respeto a los regulares británicos en Boston que esperaban fuera. ... Para entonces ya habíamos terminado la cena. Después de la cena caminamos hasta el almacén para examinar algunas armas. Les dije que podía hacer lo que quisieran. Aquí encontré una cantidad de harina, armas y municiones. Después de examinar los portones y puertas adosadas al patio y al almacén, regresé a la taberna, donde, después de beber un poco de aguardiente y agua, me despedí de ellos..

Henry David Thoreau vivió en la posada con sus tías entre 1835 y 1837 mientras estudiaba en la Universidad de Harvard.
En 1972, Jacqueline Kennedy, viuda del expresidente de los Estados Unidos John F. Kennedy, alquiló habitaciones en la posada cuando visitó por primera vez a su hija, Caroline, quien estudiaba en la Academia Concord.

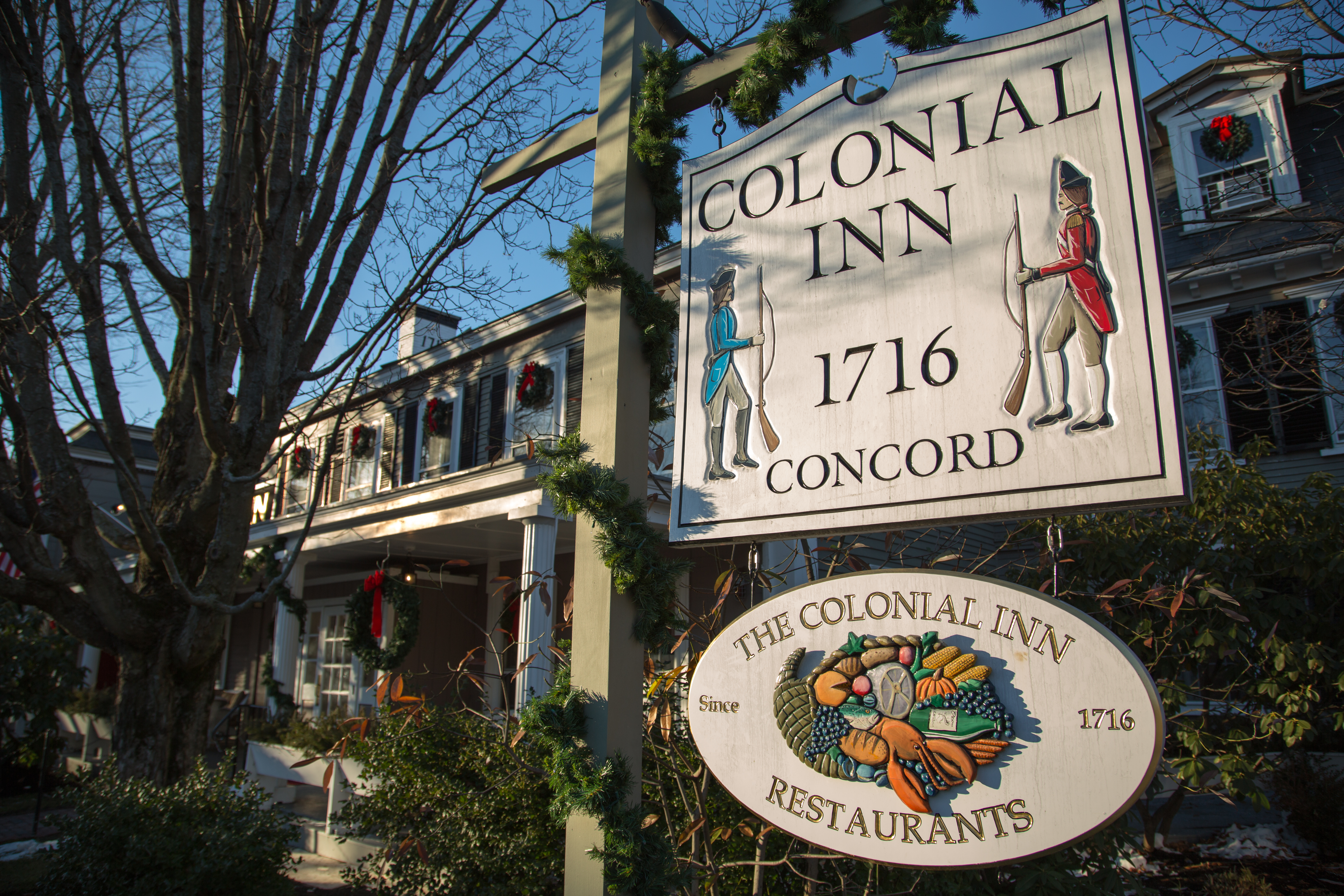
Entrada principal
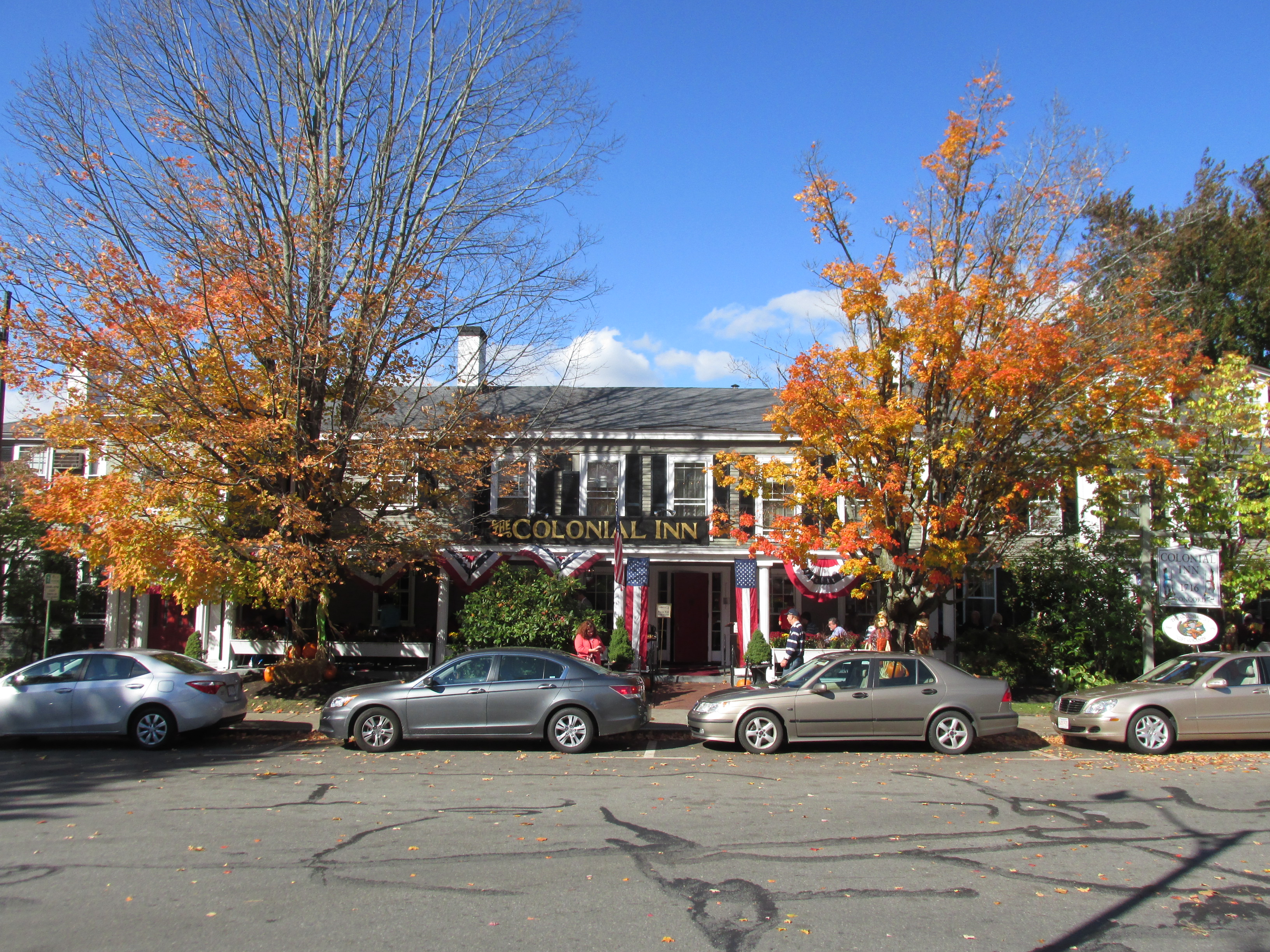
Fachada principal, en Monument Street
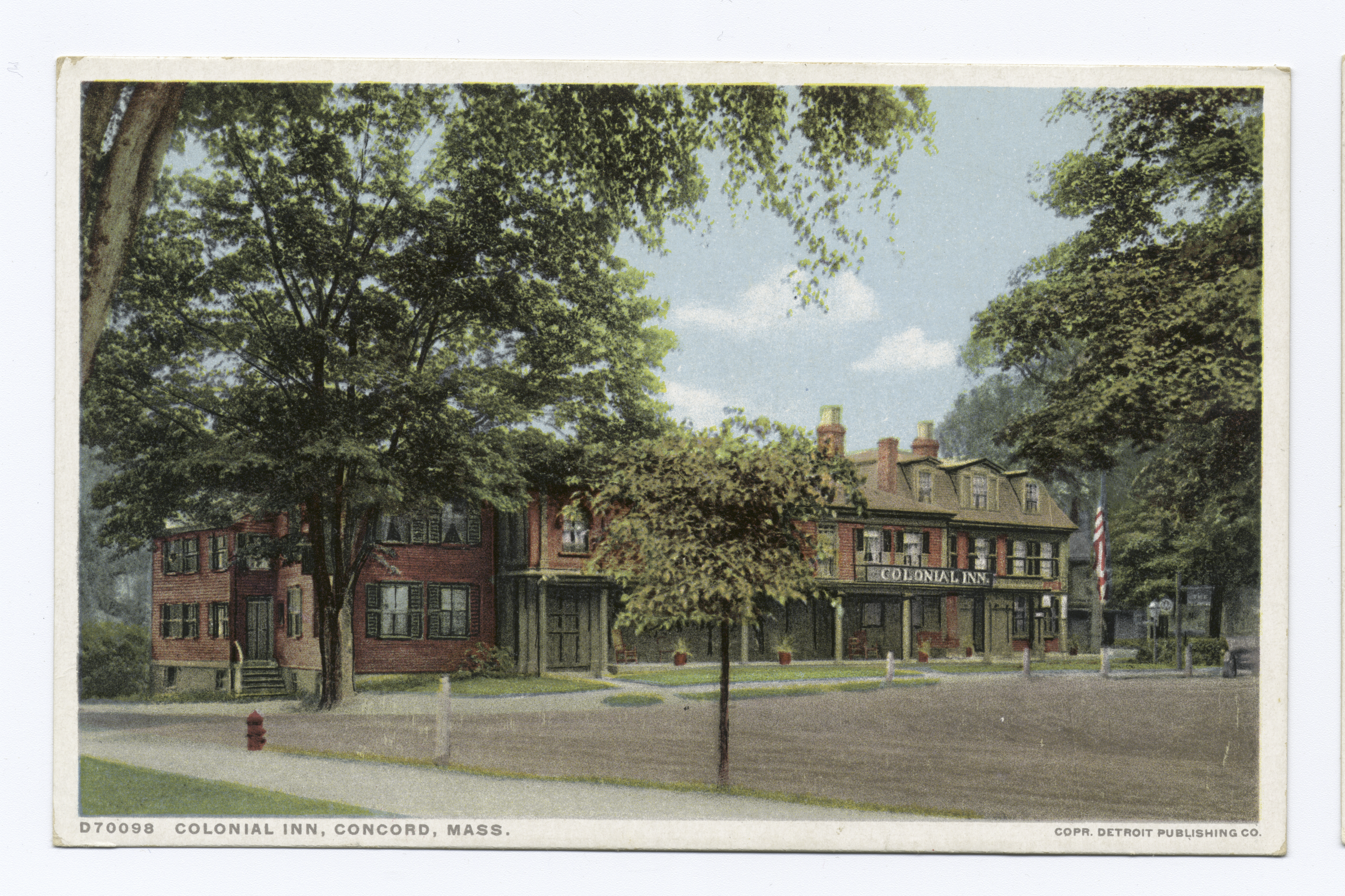
En algún momento después de 1898
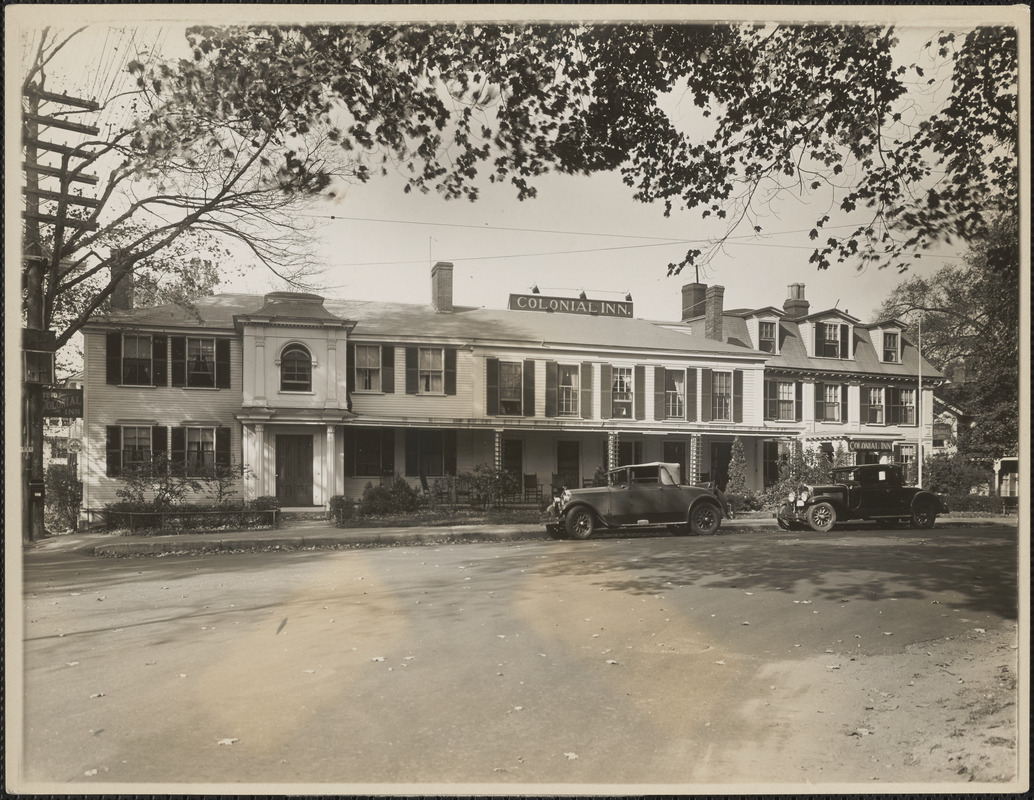
1929. Las tres estructuras originales separadas están marcadas por las ubicaciones de las chimeneas.